# Garganta de Trigrado
A Garganta de Trigrado (em búlgaro: Триградско ждрело; romaniz.: Trigratsko jdrelo, [triˈɡratsko ʒdrɛˈɫɔ]) é um desfiladeiro de rochas de mármore nas montanhas Ródope, no sul da Bulgária. Encobre o curso do rio Trigrado.